# ISO 18295
Die internationale Norm ISO 18295 legt in zwei Teilen Anforderungen an Kundenkontaktzentren und Anforderungen für die Inanspruchnahme von Dienstleistungen von Kundenkontaktzentren fest. Sie löst die Europäische Norm EN 15838:2009 ab, die als Reaktion auf das Mandat M/378 der Europäischen Kommission erarbeitet wurde. Dieses Mandat konstatiert, dass das Ziel der Norm darin besteht, für Kundenkontaktzentren die Anforderungen an die Qualität der Dienstleistungen festzulegen, die allen Zentren gemeinsam sind, unabhängig vom Bereich der Dienstleistung, der technischen Herangehensweise zur Bereitstellung der Dienstleistung oder dem Anbieter der Dienstleistung. Die Norm gilt sowohl für firmeninterne Kundenkontaktzentren als auch für ausgegliederte Zentren. Die Norm wurde zum Nutzen beider Arten von Kontaktzentren erarbeitet sowie für die Kunden, die deren Dienstleistungen in Anspruch nehmen.
Die EN 15838 beschrieb modellhaft die für ein Kundenkontakt-Center relevanten Bereiche des Qualitätsmanagements und der Kundenorientierung. Relevante Bereiche des Mitarbeiter- und Kundenschutzes werden explizit berücksichtigt.
Die fünf Grundsätze des Qualitätsmanagements finden sich in der Normenübersicht:
- 4.1 Allgemeines
- 4.2 Aufgabenstellung
- 4.3 Betriebliche Aufgaben und Verantwortlichkeiten
- 4.3.1 Allgemeines
- 4.3.2 Personalwesen
- 4.3.3 Informations- und Kommunikationstechnologie (ICT)
- 4.3.4 Qualitätssicherung
- 4.3.5 Ausbildung
- 4.3.6 Funktionsbereich des Produktions- und Verfahrensmanagements
- 4.3.7 Funktionsbereich für Planung und Steuerung
- 4.3.8 Funktionsbereich des Vertragsmanagements

Anhang D (informativ) Empfohlene Kompetenzen für das Management und die Planung in einem CCCD
- D.2 Funktionsbereich des Produktions- und Verfahrensmanagements
- D.3 Funktionsbereich des Auftraggeber-Managements

Zu den Key Performance Indicator (KPI) gibt es zwei Anhänge A und B:
Anhang A (normativ) Verbindliche KPIs
- A.1 KPIs für Agenten
- A.2 KPI für den Kunden
- A.3 KPI für Prozesse
- A.4 KPI für die Kontaktqualität
- A.5 KPI für die Infrastruktur

Anhang B (normativ) Empfohlene KPIs
- B.1 KPIs für den Auftraggeber
- B.2 KPIs für Prozesse
- B.3 KPIs für Effizienz
- B.4 KPIs für Beschwerden vom Kunden und/oder Auftraggeber